# Сакоркио
Сакоркио (груз. საქორქიო) — село в Грузии, на территории Хобского муниципалитета края (мхаре) Самегрело-Верхняя Сванетия.

## География
Село находится в западной части Грузии, на левом берегу реки Риони, на расстоянии приблизительно 12 километров (по прямой) к юго-юго-западу от города Хоби, административного центра муниципалитета. Абсолютная высота — 4 метра над уровнем моря.

## Население
По результатам официальной переписи населения 2014 года, в Сакоркио проживало 20 человек (9 мужчин и 11 женщин). В национальной структуре населения грузины составляли 100 %.
| Год  | Население, человек |
| ---- | ------------------ |
| 2002 | 45                 |
| 2014 | ↘ 20               |